# Friedrich August Theodor Winnecke

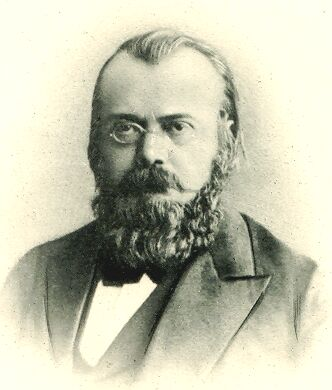
August Winnecke

Friedrich August Theodor Winnecke (Groß-Heere, Duitsland 5 februari 1835 - Bonn, 3 december 1897) was een Duits astronoom.
Winnecke werd in 1858 aangesteld bij het Pulkovo observatorium in Rusland alwaar hij zeven jaar lang verbleef. Na zijn terugkeer naar Duitsland begon hij in 1872 te Straatsburg les te geven. Tussen 1854 en 1877 ontdekte hij tien kometen. In Straatsburg begon Winnecke met het systematisch waarnemen van nevels om zodoende hun exacte posities te kunnen bepalen.
In 1869 publiceerde Winnecke Doppelsternmessungen (dubbelster metingen) waarin hij zeven voorheen onbekende dubbelsterren beschreef. Een van deze dubbelsterren, Winnecke 4, bleek in 1764 door Charles Messier te zijn waargenomen en door de Fransman vervolgens in zijn lijst van nevels opgenomen als Messier 40.

## F. A. T. Winnecke'sdeepskyobjecten, toegevoegd in de New General Catalogue
NGC 2146, NGC 2276, NGC 3222, NGC 4760, NGC 6366, NGC 6655, NGC 6704, NGC 6791.
- Gemeinsame Normdatei: 117407844
- International Standard Name Identifier: 0000 0003 5861 178X
- Library of Congress Control Number: no98086287
- Nationale Bibliotheek van Israël: 987007286739605171
- Nederlandse Thesaurus van Auteursnamen: 151298165
- Système universitaire de documentation: 161024491
- Virtual International Authority File: 210922932
- WorldCat: E39PBJxGRQ84m93bhRQ6jpGrbd